# Alfred Jungbluth
Alfred Louis Jungbluth né le 14 mars 1865 à Trémentines et mort le 10 mai 1914 à Paris est un sculpteur et illustrateur français.
Son art illustre la période de la Belle Époque.

## Biographie

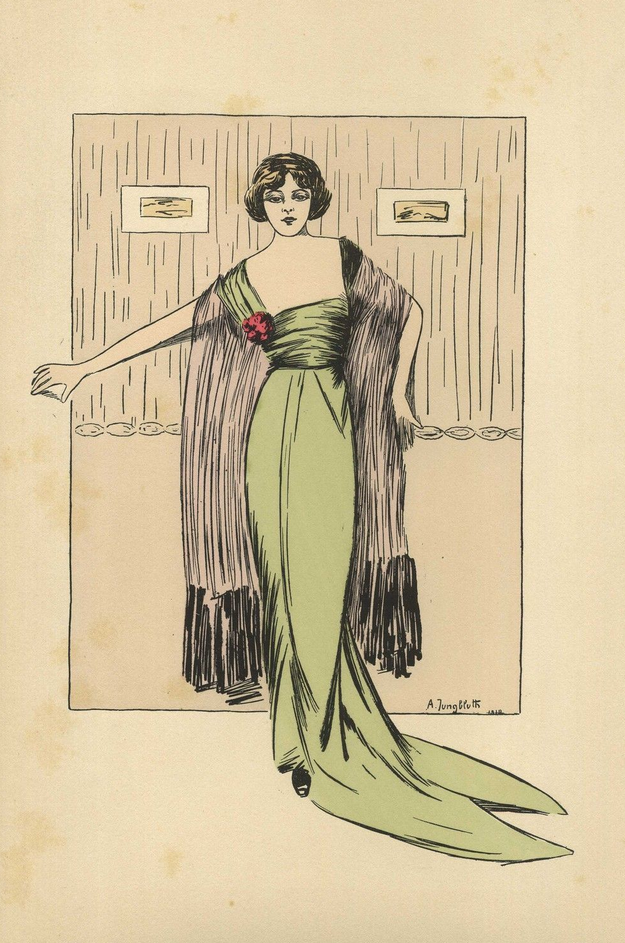
Dessin pour Les Créateurs de la mode (1910).

D'origine alsacienne par ses parents qui choisirent de rester français après 1871, Alfred Jungbluth entre aux Beaux-Arts de Paris en section architecture et en ressort diplômé en 1886.
En 1896, il participe au Salon des Cent et à la revue La Plume, exposant des dessins. Il est membre de la Société nationale des beaux-arts. Il expose au Salon régulièrement, comme en 1906 avec une statuette de Mado Minty ou 1907, où il montre de petites figurines ou statuettes représentant des demi-mondaines, représentations alors à la mode. Trois ans plus tard, il compose une série de dessins éditée par Le Figaro dans la collection Les Créateurs de la mode.
Marié en 1894 avec Régine Marie Schaeffer, le couple a un fils, Jean (1895-1915).
Le musée d'Art moderne et contemporain de Strasbourg conserve 665 œuvres de Jungbluth, dont 655 dessins.

## Ouvrages illustrés
- Jehan Rictus, Doléances : nouveaux soliloques, frontispice d'Alfred Jungbluth, Paris, Mercure de France, 1900.
- Léon Roger-Milès [texte], Les Créateurs de la mode : édition du Figaro, dessins et documents de Jungbluth, photographies de G. Agié, Paris, Charles Eggimann / Éditions Le Figaro, 1910[4].